# Thủy điện Tả Trạch
Thủy điện Tả Trạch là thủy điện xây dựng trên sông Tả Trạch tại vùng đất xã Dương Hòa thị xã Hương Thủy thành phố Huế., Việt Nam .
Thủy điện Tả Trạch có công suất lắp máy 21 MW với 2 tổ máy, hoàn thành tháng 4/2014 

## Sông Tả Trạch
Sông Tả Trạch một phụ lưu hợp thành của sông Hương. Sông bắt nguồn từ dãy Bạch Mã ở xã Hòa Bắc huyện Hòa Vang, Đà Nẵng 16°08′16″B 107°52′12″Đ / 16,137725°B 107,869903°Đ. Đoạn từ thượng nguồn đến xã Hương Lộc có tên gọi sông Ba Ran, chảy theo hướng tây vào huyện Phú Lộc, Thành phố Huế.
Từ huyện Phú Lộc sông chảy hướng bắc . Tại vùng giáp ranh Phường Long Hồ và Phường Thủy Bằng thành phố Huế. sông hợp lưu với sông Hữu Trạch thành sông Hương 16°23′20″B 107°34′34″Đ / 16,388987°B 107,576151°Đ.